# Sansa (monastero)
I sansa (산사?, 山寺?, da san, "montagna", e sa, "monastero/tempio") sono i monasteri buddisti di montagna in Corea del Sud, sette dei quali sono stati designati patrimonio dell'umanità dell'UNESCO. Con il paese in gran parte montuoso e il buddismo profondamente radicato nella sua storia, ci sono molti sansa in tutto il paese.

## Storia
I sette sansa riconosciuti patrimonio dell'umanità dall'UNESCO sono Tongdosa, Buseoksa, Bongjeongsa, Beopjusa, Magoksa, Seonamsa e Daeheungsa, situati lungo le province a Sud della penisola coreana.
Durante il VII e il IX secolo, molti templi furono costruiti accettando varie sette del buddismo Mahayana dalla Cina. A quel tempo, i templi solitamente erano situati in città come Gyeongju, la capitale, ma i sette templi di montagna registrati furono costruiti invece in zone montuose e hanno avuto la funzione di centri di fede religiosa, pratica spirituale e vita quotidiana delle comunità monastiche, riflettendo lo sviluppo storico del Buddismo coreano. I sansa hanno accolto diverse scuole buddiste e credo popolari all'interno del suo distretto, e molte delle sue notevoli strutture storiche e documenti riflettono questa assimilazione delle caratteristiche del Buddismo coreano. Gli aspetti immateriali e storici distintivi del Buddismo coreano possono essere riconosciuti nella continua tradizione di autosufficienza della gestione del Tempio, nell'educazione dei monaci e nella coesistenza della pratica meditativa e degli studi della dottrina del Buddismo Seon coreano. Questi monasteri di montagna sono posti sacri, sopravvissuti fino ad oggi come attivi centri di fede e di pratiche religiose nonostante la soppressione durante la dinastia Joseon ed i danni causati dalle guerre e dai conflitti nel corso degli anni.
I sette templi hanno le caratteristiche di essere situati all'interno della montagna e contengono gli elementi necessari ad esprimere l'eccezionale valore universale di questi monasteri, inclusi appunto il panorama montuoso, gli edifici ben preservati per pratiche religiose e vita quotidiana, le sale per pregare ed i santuari, le aree di meditazione e gli spazi di accademia monastica e i dormitori per i monaci.
L'autenticità della proprietà si basa sul lungo e continuo uso dei componenti per le pratiche spirituali e rituali Buddiste, basandosi su fattori come il luogo in cui sono stati costruiti, le tradizioni, le tecniche e le capacità di gestione. Gli elementi d'architettura sono stati mantenuti in maniera attenta secondo i principi di restauro, attraverso tecniche di costruzione tradizionali. Le tradizioni religiose e le funzioni dei Templi Buddisti mantengono così un alto livello di autenticità.

## Sansanel patrimonio dell'umanità
| Immagine | Sansa                          | Località        |
| -------- | ------------------------------ | --------------- |
|          | Tongdosa (통도사?, 通度寺?)    | Yangsan         |
|          | Buseoksa (부석사?, 浮石寺?)    | Yeongju         |
|          | Bongjeongsa (봉정사?, 鳳停寺?) | Andong          |
|          | Beopjusa (법주사?, 法住寺?)    | Contea di Boeun |
|          | Magoksa (마곡사?, 麻谷寺?)     | Gongju          |
|          | Seonamsa (선암사?, 仙巖寺?)    | Suncheon        |
|          | Daeheungsa (대흥사?, 大興寺?)  | Haenam          |